# Antoinette Perry

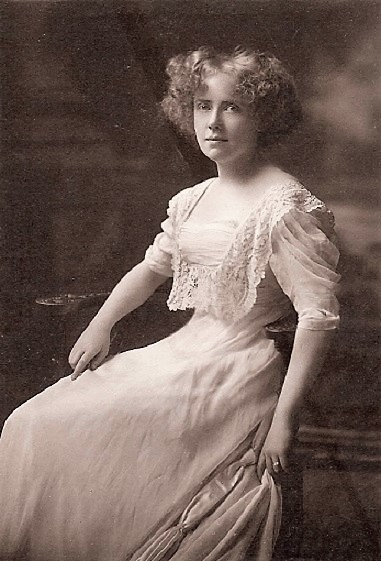
Antoinette Perry (1910)

Mary Antoinette Perry (* 27. Juni 1888 in Denver, Colorado; † 28. Juni 1946 in New York City, New York) war eine US-amerikanische Schauspielerin, Regisseurin und Mitbegründerin der Theatervereinigung American Theatre Wing. Nach ihr ist der Tony Award benannt.

## Leben
Antoinette Perry eiferte als Kind ihrer Tante und ihrem Onkel nach, die beide Schauspieler waren. Nach ihrer Hochzeit mit Frank W. Frueauff im Jahre 1909 gab sie die Schauspielerei auf, kehrte aber 1924 nach dem Tod ihres Ehemannes wieder auf die Bühne zurück. 1928 begann sie mit ersten Theaterinszenierungen und leitete die Produktion des Stücks Mein Freund Harvey (Harvey), das zu einem der erfolgreichsten Broadway-Schauspiele wurde.
Sie war Mitbegründerin und spätere Vorsitzende der US-amerikanischen Theatervereinigung American Theatre Wing, die während des Zweiten Weltkriegs die so genannten Stage Door Canteens betrieben.
Ein Jahr nach ihrem Tod in New York rief die American Theatre Wing den nach ihr benannten Antoinette Perry Award for Excellence in Theatre ins Leben, mit dem jährlich herausragende Leistungen im Bereich Theater (einschließlich Musiktheater) ausgezeichnet werden. Heute ist dieser Preis unter seiner Kurzform Tony Award bekannt.